# 64 Hanafuda: Tenshi no Yakusoku
64 Hanafuda: Tenshi no Yakusoku (64花札 天使の約束, Rokujūyon Hanafuda Tenshi no Yakusoku, lit. "64 Hanafuda: Promessa do Anjo") é um jogo eletrônico de hanafuda desenvolvido e publicado pela Altron para Nintendo 64 em 1999, exclusivamente no Japão.

## Jogabilidade
Três jogos de cartas que utilizam o baralho hanafuda podem ser jogados em 64 Hanafuda: Tenshi no Yakusoku: koi-koi, hana-awase e oicho-kabu. O jogo também fornece tutoriais que explicam as regras de cada um dos jogos, bem como as combinações de cartas que garantem pontos extra nos dois primeiros.:18
64 Hanafuda: Tenshi no Yakusoku inclui dois modos de jogo. No modo história, o protagonista chega a uma pequena cidade para cumprir a promessa que havia feito há 13 anos a uma menina da cidade de assistir a uma chuva de meteoros em um campo com ela. Na cidade, o personagem não consegue se lembrar da localização do campo e pergunta aos habitantes locais, que o desafiam a jogos de cartas. Este modo também incorpora elementos de romance visual. Na primeira vez que o jogador seleciona o modo história, só é possível jogar como o protagonista masculino.:7 No entanto, quando a história é concluída, é possível rejogá-la do ponto de vista da protagonista feminina.
No modo de batalha livre, é possível jogar contra alguns dos personagens que aparecem no modo história. Além de selecionar entre koi-koi, hana-awase ou oicho-kabu, o jogador também pode selecionar qual dos protagonistas controlar e os seus oponentes.:8